# Красні Орли (Петропавловський район)
Красні Орли́ (рос. Красные Орлы) — селище у складі Петропавловського району Алтайського краю, Росія. Входить до складу Ніколаєвської сільської ради.

## Населення
Населення — 185 осіб (2010; 154 у 2002).
Національний склад (станом на 2002 рік):
- росіяни — 98 %